# Strongylosoma luxuriosum
Strongylosoma luxuriosum är en mångfotingart som beskrevs av Filippo Silvestri 1895. Strongylosoma luxuriosum ingår i släktet Strongylosoma och familjen orangeridubbelfotingar. Inga underarter finns listade i Catalogue of Life.